# Lon Milo DuQuette
Lon Milo DuQuette (* 11. Juli 1948 in Long Beach, Kalifornien) ist ein US-amerikanischer Autor, Okkultist, Thelemit und Musiker.

## Biographisches
DuQuette wurde als Sohn von Clifford, einem Ingenieur in der Öl-Branche, und Lucinda DuQuette in Kalifornien geboren, wuchs aber in Columbus, Nebraska auf. Er wurde methodistisch erzogen und war während seiner Kindheit und frühen Jugend auch Messdiener der methodistischen Gemeinde in Columbus. Im Jahre 1966 zog er nach Kalifornien, dem Staat seiner Geburt. 2 Jahre später zog er mit seiner Frau Constance in die Hippie-Kommune Takilma in Oregon, wo sie bis zum Jahr 1970 lebten.

## Künstlerische Karriere
Im Jahre 1970 bekam DuQuettes Country/Folk/Rock-Band Charley D. & Milo einen Plattenvertrag bei dem Major-Label Epic Records. Daher beschlossen die DuQuettes wieder nach Kalifornien zurückzukehren da dort auch die Gelegenheit für Live-Auftritte gegeben waren. Die erste selbst betitelte Platte verkaufte sich nach Angaben des Billboard-Magazines sehr gut. Die zweite Single-Auskoppelung wurde sogar in mehreren Städten ein Nummer-eins-Hit. In dieser Zeit studierte DuQuette auch für ein Jahr am Lee Strasberg Theatre and Film Institute Schauspielerei.
Musikalisch lässt er sich am ehesten ins Folk-Genre einordnen.

## Esoterische Karriere
Im Jahre 1973 trat er, kurz nach dem Tod seines Vaters, der selber Freimaurer war, der esoterischen Vereinigung AMORC bei. Am 15. November 1975 wurde er in den Minerval-Grad des Ordo Templi Orientis eingewiesen. Dort gehört er bis heute zu den hochgradigsten Mitgliedern in den USA (Stand 2009) und ist auch Erzbischof der Ecclesia Gnostica Catholica. Des Weiteren ist er in der regulären Freimaurerei aktiv und während seiner frühen Zeit arbeitete er unter anderem mit dem bekannten Okkultisten der Golden-Dawn-Tradition Israel Regardie zusammen.

## Karriere als Buchautor
Lon Milo DuQuette hat insgesamt bis zum Jahr 2009 13 Bücher über verschiedene Themen der Magie und des Okkultismus geschrieben. Bereiche wie die Goëtie, henochische Magie, Kabbala, Tarot und die esoterische Seite der Freimaurerei gehören zu seinen Fachgebieten. Am bekanntesten ist sein Werk The Chicken Qabalah of Rabbi Lamed Ben Clifford, in dem er auf humoristische Art und Weise eine Einführung in diese Form der jüdischen Mystik bietet. Die Hauptfigur des Buches, der gewitzte und humorige fiktive Rabbi Lamed Ben Clifford ist nach seinem Vater Clifford DuQuette benannt. Sein Werk zum Thoth-Tarot von Aleister Crowley ist auch ins Deutsche übersetzt worden und im Buchhandel erhältlich. Er schreibt aber nicht nur Fachbücher, sondern auch Belletristik wie sein Werk Accidental Christ beweist. Gemein ist allen seinen Werken der Humor und Witz, der typisch für DuQuette ist.
Auch mehrere DVDs und CDs zu den Themen Esoterik, Magie und Freimaurerei wurden und werden von DuQuette produziert. Er unternimmt regelmäßig weltweite Lese-Reisen und gibt Seminare zu den verschiedensten seiner Fach-Themen. Lon Milo DuQuette war bisher zwei Mal in Deutschland zu Gast: In Hamburg stellte er 2008 sein damals neu erschienenes Werk Enochian Vision Magick vor. 2012 hielt er in einem Berliner Szeneclub ein Livekonzert und sprach zum Thema The Magick of Thelema ... a sacred Heresy for the 21st Century.
Seine Autobiographie My Life With The Spirits wird an der katholischen DePaul University in Chicago, Illinois, als Lehrmaterial benutzt. Die DePaul-Universität ist die größte katholische Hochschule der USA.

## DuQuette heute
Er lebt heute mit seiner Ehefrau Constance Jean DuQuette, mit der er seit der High School zusammen ist, in Costa Mesa, Kalifornien und hat einen Sohn.

## Werke
Auf Deutsch erschienene Literatur:
- DuQuette, Lon Milo: Die Pfadarbeiten von Aleister Crowley: Die Schatzkammer der Bilder, Bohmeier Verlag, 2003
- DuQuette, Lon Milo: Aleister Crowleys Thoth Tarot: Der faszinierende und magische Tarot verständlich erklärt, Urania-Verlag, 2005

Englischsprachige Literatur:
- DuQuette, Lon Milo: & Aleister Crowley, Christopher Hyatt: Enochian World of Aleister Crowley: Enochian Sex Magick, New Falcon, 1991.
- DuQuette, Lon Milo: & Christopher Hyatt: Sex Magic, Tantra & Tarot: The Way of the Secret Lover, New Falcon, 1991.
- DuQuette, Lon Milo: & Aleister Crowley, Christopher Hyatt: Aleister Crowley's Illustrated Goetia: Sexual Evocation, New Falcon, 1992.
- DuQuette, Lon Milo: Tarot of Ceremonial Magick: A Pictorial Synthesis of Three Great Pillars of Magick: Enochian, Goetia, Astrology, Weiser Books, 1995.
- DuQuette, Lon Milo: Angels, Demons & Gods of the New Millennium, Weiser Books, 1997.
- DuQuette, Lon Milo: My Life With the Spirits: The Adventures of a Modern Magician, Weiser Books, 1999.
- DuQuette, Lon Milo: The Chicken Qabalah of Rabbi Lamed Ben Clifford: Dilettante's Guide to What You Do and Do Not Need to Know to Become a Qabalist, Weiser Books, 2001.
- DuQuette, Lon Milo: The Magick of Aleister Crowley: A Handbook of the Rituals of Thelema, Weiser Books, 2003.
- DuQuette, Lon Milo: Understanding Aleister Crowley's Thoth Tarot, Weiser Books, 2003.
- DuQuette, Lon Milo: The Book Of Ordinary Oracles, Weiser Books, 2005.
- DuQuette, Lon Milo: The Key to Solomon's Key: Secrets of Magic and Masonry, Ccc Publishing, 2006.
- DuQuette, Lon Milo: Accidental Christ: The Story of Jesus as Told by His Uncle, Thelema Aura Publishing, 2007.
- DuQuette, Lon Milo: Enochian Vision Magick, Weiser Books, 2008.
- DuQuette, Lon Milo: Low Magick: It's All In Your Head... You Just Have No Idea How Big Your Head Is, Llewellyn Publications, 2010.
- DuQuette, Lon Milo: Ask Baba Lon: Answers to Questions of Life & Magick, New Falcon Publications, 2011.
- DuQuette, Lon Milo & Bratkowsky, James M: „Revolt of the Magicians“, Orobas Press, 2011.

## Musik
- Charley D. And Milo -- Charley D. Harris and Lon Milo Duquette, Epic, 1970.
- Lon Milo DuQuette's White Album, 2006.
- Lon Milo DuQuette's Black Album, 2010.
- I'm Baba Lon, Ninety Three Records, 2012.
- Baba Lon II, Ninety Three Records, 2012.
- Gentle Heretic, Ninety Three Records, 2013.
- Bernice, Ninety Three Records, 2013.
- I'm Scared, Ninety Three Records, 2014.

## Weitere Veröffentlichungen
- Lon Milo DuQuette's Enochian Magick - The Art of Angelic Evocation, Hooded Man Productions. 1994.
- Qabalah For the Rest of Us, Cydonia, Inc. 2002.
- Lon Milo DuQuette Live and Uncensored -- Tarot Kabbalah & Oracles, Cydonia, Inc. 2005.
- The Call -- Dieter Müh and Lon Milo Duquette, HaemOccult, 2009.

| Personendaten    | Personendaten                         |
| ---------------- | ------------------------------------- |
| NAME             | DuQuette, Lon Milo                    |
| ALTERNATIVNAMEN  | Rabbi Lamed Ben Clifford              |
| KURZBESCHREIBUNG | US-amerikanischer Okkultist und Autor |
| GEBURTSDATUM     | 11. Juli 1948                         |
| GEBURTSORT       | Long Beach, Kalifornien               |